# Royal Jordanian
Royal Jordanian Airlines (in arabo: الملكيَّة الأردنيَّة; traslitterato: Al-Malakiyyah al-'Urduniyyah) precedentemente nota come Alia Royal Jordanian Airlines, è la compagnia aerea di bandiera della Giordania con sede nella capitale, Amman. La compagnia opera servizi internazionali di linea in quattro continenti dalla sua base principale all'aeroporto Internazionale Regina Alia, con oltre 500 voli a settimana e almeno 110 partenze giornaliere. È entrata a far parte dell'alleanza Oneworld nel 2007.

## Storia

### Dagli anni 60' agli anni 90'

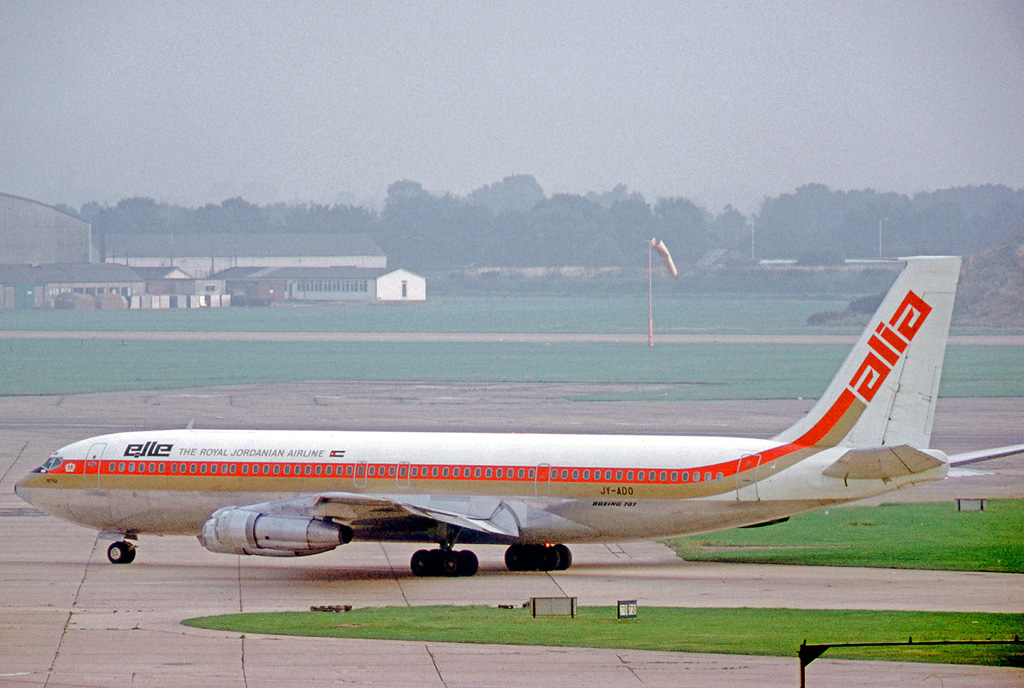
Il Boeing 707 della compagnia coinvolto nel disastro del 1973.

La compagnia aerea venne fondata il 9 dicembre 1963 e iniziò le operazioni il 15 dicembre 1963 dopo un decreto reale del defunto re Hussein. Venne battezzata Alia (o Aalya) in onore della figlia maggiore di re Hussein, la principessa Alia bint Al Hussein di Giordania (nata il 13 febbraio 1956). È un equivoco comune che la compagnia aerea abbia preso il nome dalla terza moglie del re, la regina Alia, che il re Hussein non sposò fino al 1972. La compagnia aerea fu fondata con il capitale di azionisti privati, ma il governo giordano successivamente rilevò la compagnia.
Alia (la Royal Jordanian Airline) iniziò le operazioni con due Handley Page Dart Herald e un Douglas DC-7, servendo Al Kuwait, Beirut e Il Cairo da Amman. Nel 1964 fu aggiunto un altro DC-7 e iniziò il servizio verso Jeddah. Nel 1965 Alia iniziò a servire Roma, la sua prima destinazione in Europa. I progressi compiuti dalla compagnia aerea furono minacciati da un raid aereo israeliano durante la Guerra dei Sei Giorni del 1967, quando uno dei DC-7 fu distrutto. Vennero sostituiti da due Fokker F27 Friendship.
Nel 1968 la compagnia aerea entrò nell'era dei jet quando introdusse il Sud Aviation Caravelle e ampliò la rete di rotte a Nicosia, Bengasi, Dhahran e Doha. Il 1969 vide l'aggiunta del servizio a Monaco, Istanbul e Teheran.

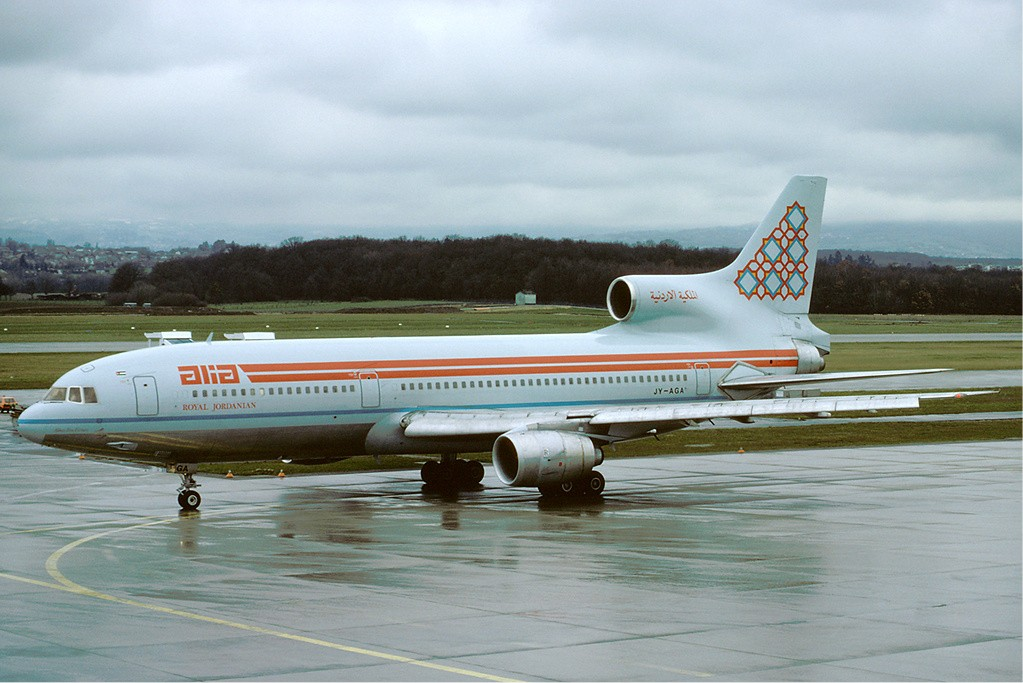
Uno dei Lockheed L-1011 della compagnia.

Nel 1970 Alia eliminò gradualmente gli F27 e ordinò un Boeing 707. Alla rete si aggiunsero Francoforte e Abu Dhabi. I 707 furono consegnati nel 1971. In quell'anno fu avviato il servizio a Madrid, Copenaghen e Karachi. Durante il resto del decennio, alla flotta furono aggiunti Boeing 720, Boeing 727 e Boeing 747. Venne istituito un dipartimento di ristorazione e aperti negozi duty-free all'aeroporto di Amman. Furono aggiunti servizi a destinazioni tra cui Bahrein, Dubai, Mascate, Rabat, Ginevra, Amsterdam, Baghdad, Bangkok, Vienna, Damasco, New York City, Houston e Ras al-Khaimah. Nel 1979 Alia divenne membro fondatore dell'Arab Airlines Technical Consortium (AATC).
Negli anni '80, Tunisi e Tripoli si unirono alle rotte e fu inaugurato il centro informatico IBM di Alia. Lockheed L-1011 Tristars, Airbus A310 e Airbus A320 si sono uniti alla flotta. Nel 1986 Alia cambiò il suo nome in Royal Jordanian, quando la principessa Alia si stava avvicinando al divorzio. La prima donna pilota della compagnia aerea pilotò uno dei loro aerei durante questo decennio. I servizi vennero ampliati a Belgrado, Chicago, Los Angeles, Miami, Bucarest, Singapore, Riyadh, Kuala Lumpur -in collaborazione con MAS- Sana'a, Mosca, Montreal, Delhi, Calcutta e Ankara. Questo decennio vide anche l'introduzione del Gabriel Automated Ticket System (GATS).

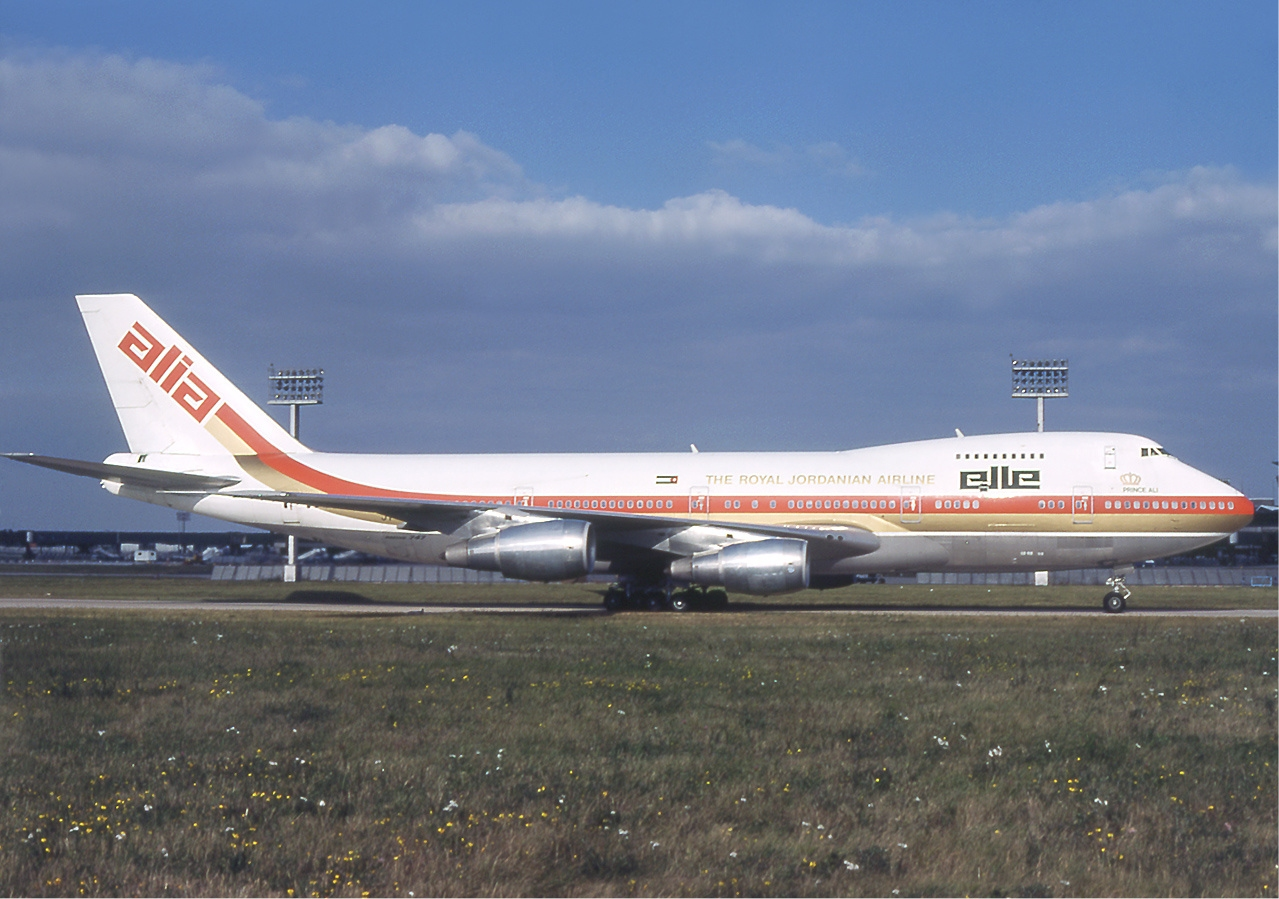
Un Boeing 747-200.

Gli anni '90 videro un'ulteriore espansione. Royal Jordanian e altri nove vettori aerei arabi si iscrissero al Galileo GDS. Venne aggiunto il sistema di manutenzione e ingegneria IMCS, venne aperto un nuovo terminal nella città di Amman al 7° circolo della capitale giordana e iniziarono i servizi per Rafah, da allora interrotti. Alla rete si aggiunsero le città di Toronto, Colombo, Giacarta, Berlino, Mumbai, Milano e Tel Aviv. Nel novembre 1997, Royal Jordanian divenne un partner di code-sharing con la compagnia aerea statunitense Trans World Airlines e trasferì le operazioni al TWA Flight Center (Terminal 5) presso l'aeroporto Internazionale John F. Kennedy di New York.

### Dagli anni 2000
Nel 2000 la Federal Aviation Administration (FAA) degli Stati Uniti rinnovò la licenza del dipartimento di manutenzione e ingegneria della compagnia aerea. Il negozio duty-free era tra i servizi che sarebbero stati privatizzati. Una holding, RJI, interamente controllata dal governo, venne costituita come società per azioni nel febbraio 2001 per detenere la compagnia aerea e gli investimenti associati. Il nome della compagnia aerea è stato cambiato il 5 febbraio 2001 in Alia - The Royal Jordanian Airlines Company, sebbene i viaggiatori utilizzino ancora il nome popolare di Royal Jordanian.
La sussidiaria della compagnia, Royal Wings, gestiva un Airbus A320-212 sia su servizi di linea che charter verso destinazioni in Egitto, Cipro e Israele.
Il 20 dicembre 2006, Royal Jordanian annunciò che avrebbe sostituito due Airbus A321 con due nuove unità e ordinato quattro nuovi Airbus A319 che sarebbero entrati in servizio all'inizio del 2008.
Nell'aprile 2007, entrò a far parte di Oneworld, diventando così la prima compagnia aerea araba ad aderire a un tale sistema di alleanza globale. Il mese successivo, la compagnia annunciò un ordine per un totale di 10 Boeing 787 Dreamliner, con l'ingresso in servizio previsto nel 2010. Questo è stato il primo ordine che la compagnia ha effettuato con Boeing.
Montréal è stata nuovamente aggiunta alla rete il 25 maggio 2007, dopo che la rotta era stata cancellata nel 1997. Sempre nel mese di maggio, è stata lo sponsor del Forum economico mondiale, che si è tenuto presso il Mar Morto, in Giordania.
L'11 luglio 2007, Royal Jordanian ha celebrato trent'anni di servizio non-stop tra Amman e New York City, rendendola la compagnia aerea araba più longeva a questo gateway per gli Stati Uniti. RJ ha vinto il "Airline Strategy Award" nella categoria tecnologia al sesto Airline Strategy Awards annuale il 16 luglio 2007. Il 23 luglio, RJ ha visto l'introduzione dei voli cargo; Damasco è stata la prima destinazione.
Ha effettuato il suo primo volo per Budapest il 28 luglio, utilizzando un Embraer 195. In ottobre, RJ ha annunciato il passaggio di due aerei Embraer 195 del suo ordine originale a due Embraer 175. Royal Jordanian ha aperto una nuova lounge all'aeroporto Internazionale Re Hussein di Aqaba.
RJ è stata la prima compagnia aerea del Medio Oriente a fornire ai propri passeggeri i servizi Internet e di telefonia mobile di OnAir, inclusi e-mail, SMS e chiamate vocali. Royal Jordanian ha aggiornato i suoi tre Airbus A310 a un costo di oltre 10 milioni di dinari giordani (JOD).
La compagnia è stata privatizzata alla fine del 2007, con la vendita del 71% delle sue attività. La capitalizzazione di mercato della società è di 260 milioni di JOD e le negoziazioni di azioni sono iniziate il 17 dicembre 2007.
Il 24 dicembre 2007, Royal Jordanian ha confermato Baku come una delle sue nuove destinazioni per il 2008, utilizzando un Embraer 195 due volte a settimana da Amman. All'inizio del 2008, tuttavia, i funzionari RJ decisero di non intraprendere la nuova rotta, affermando che i prezzi elevati del carburante e un nuovo mercato erano un rischio troppo grande da correre in quel momento. Royal Jordanian prevedeva di operare la rotta Amman-Baku alla fine del 2009 o all'inizio del 2010. Il 22 gennaio 2008, RJ ha lanciato voli per Hong Kong via Bangkok, con tre voli a settimana durante l'inverno e cinque voli a settimana durante l'estate, facendone la prima rotta della compagnia aerea verso la Cina.
L'Airbus A319 è entrato in servizio il 13 marzo 2008, rendendo RJ la prima compagnia aerea del Medio Oriente a utilizzare tre aeromobili della famiglia Airbus A320. Il 17 agosto 2008, ha aperto una nuova rotta per Kiev, utilizzando gli Embraer 195 per questo servizio bisettimanale. Il 24 agosto 2008, ha aperto la sua nuova lounge presso l'aeroporto internazionale regina Alia di Amman, in sostituzione delle lounge "Petra" e "Jerash". La nuova lounge si trova al secondo piano del Terminal Sud ed è la seconda più grande lounge dell'aeroporto del Medio Oriente, essendo in grado di gestire oltre 340 passeggeri.
La compagnia ha registrato un aumento del 18% del numero di passeggeri nel luglio 2008. Con 278.000 passeggeri, la percentuale dei posti occupati crebbe del 5% in quel mese, raggiungendo l'81%. Come parte dell'impegno di Royal Jordanian nei confronti della sua alleanza aerea Oneworld, il 3 febbraio 2009 è stato fatto un annuncio in occasione delle celebrazioni per il decimo compleanno dell'alleanza che RJ avrebbe dipinto il suo nuovo A319 (che dovrebbe essere consegnato a fine marzo) secondo uno schema basato sul Nome e logo Oneworld. Questa è la prima combinazione di colori speciale che Royal Jordanian ha mai utilizzato.
La Royal Jordanian ha ripreso il servizio per Bruxelles il 1º aprile 2009, sei anni dopo che la rotta era stata interrotta dalla compagnia aerea, volando due volte alla settimana da Amman.
Il 28 marzo 2010, ha inaugurato voli diretti per Medina, Arabia Saudita, quattro volte a settimana. Il 23 marzo, sono stati confermati gli ordini di due A330-200 e di un Embraer 175. Royal Jordanian ha ripreso le operazioni verso la capitale della Malesia Kuala Lumpur il 2 giugno 2010, dopo aver sospeso questa rotta nel 2004.
Nel maggio 2011, la compagnia ha annunciato che avrebbe ritirato gli Airbus A310 nel dicembre 2011 e nel gennaio 2012. Venivano utilizzati un Airbus A330 e un Airbus A321 per i voli non-stop verso Londra (Heathrow Terminal 3).
Nel giugno 2014, ha annunciato di aver sospeso i servizi per Mossul nel nord dell'Iraq a causa della conquista dell'aeroporto da parte dello Stato islamico.
Il primo dei 10 Boeing 787-8 Dreamliner (267 posti, configurazione a due classi) è entrato in servizio nel settembre 2014, collegando inizialmente Amman a Jeddah, in Arabia Saudita. Il 787 Dreamliner è il primo Boeing di Royal Jordanian dai 707 e 747 e ha sostituito l'Airbus A340-200 che era giunto al fine vita. I Dreamliner hanno sostituito gli Airbus A330-200 poiché i contratti di leasing di quegli aerei erano scaduti. I Dreamliner sono generalmente utilizzati nelle destinazioni dell'Estremo Oriente, a Londra e nel Nord America.
Nel maggio 2017, è stata annunciata la nomina di Stefan Pichler, ex CEO di Air Berlin, Fiji Airways, Jazeera Airways, Virgin Australia e Thomas Cook come nuovo presidente e CEO. Pichler ha sviluppato un piano di inversione di tendenza che ha contribuito a riportare la compagnia in redditività prima della fine del 2017. In questo contesto, la compagnia aerea ha annullato l'ordine dell'8° Dreamliner e ha anche ritirato l'A330F dalla sua flotta Cargo per ragioni simili. Il CEO ha anche affermato che la strategia di Royal Jordanian avrebbe portato a una flotta a fusoliera stretta di tipo unico, senza menzionare se si tratti di Airbus, Boeing, Bombardier o Embraer. Nel settembre 2020 Pichler si è dimesso dalle sue funzioni che sono state rilevate dal presidente Saeed Samih Darwazah.

## Organizzazione

### Gli uffici
Nel 2009 la Haddadinco Engineering Company for Contracting avviò la costruzione della nuova sede centrale della Royal Jordanian ad Amman. L'edificio è stato progettato da Niels Torp. Il nuovo edificio è stato completato alla fine del 2011 e i dipendenti hanno iniziato a lavorarci il 3 gennaio 2012. Negli anni '60 la sede centrale di Alia si trovava nel Mango Building ad Amman.

### Occupazione
Royal Jordanian ha investito molto nella sua struttura di addestramento dell'equipaggio presso la sua sede di Amman. Al 2015, aveva 4.394 impiegati, secondo il rapporto annuale.

### Rivalità
La Royal Jordanian è l'unica grande compagnia aerea araba che serve Israele. Ha iniziato a mettere in atto una nuova strategia alla fine del 2002 che ha visto la compagnia aerea concentrarsi sui paesi vicini, con frequenze maggiori. In un piano per affermarsi come "compagnia aerea regionale" del Medio Oriente, iniziò ad aggiungere rotte più brevi come Alessandria in Egitto e Aleppo in Siria che le compagnie aeree più grandi, come Emirates, non avrebbero intrapreso. Alla fine del 2008, il piano si era dimostrato efficace per la compagnia aerea, con i suoi principali rivali Middle East Airlines ed EgyptAir.
Dal 2008, la società ha dovuto affrontare una maggiore concorrenza all'interno del Medio Oriente. L'arrivo di molte nuove compagnie aeree low cost come Air Arabia, Jazeera Airways e flydubai hanno causato problemi alla compagnia giordana. Con l'arrivo di queste nuove compagnie aeree, Royal Jordanian si è concentrata sul miglioramento dei suoi servizi di bordo e di terra al fine di mantenere la quota di mercato.

### Campagne pubblicitarie
| Slogan                                             | Introdotto | Ritirato |
| -------------------------------------------------- | ---------- | -------- |
| "From Jordan to the world"                         | 1963       | 1968     |
| "Excellence in air"                                | 1968       | 1974     |
| "Journey in Royalty" and "The way you want to fly" | 1974       | 2005     |
| "Change is in the air"                             | 2005       | 2008     |
| "You're There."                                    | 2008       | 2010     |
| "The Art of Flying"                                | 2010       | 2014     |
| "A World of Stories"                               | 2014       |          |

## Servizi

### Catering
Cibo e bevande serviti sui voli in partenza da Amman sono forniti dalla Dnata. I pasti caldi sono serviti su un volo della durata di almeno tre ore. Se il volo è inferiore a un'ora, l'equipaggio fornisce snack e bevande. Questi voli includono quelli per Tel Aviv, Il Cairo, Baghdad, Beirut e Aqaba da Amman.

### Intrattenimento
Il sistema di intrattenimento di bordo di Royal Jordanian è chiamato "Sky Cinema".
- In Economy Class, a bordo degli aeromobili Airbus e Boeing, tutti i passeggeri sono dotati di televisori personali (PTV), il sistema è audio e video-on-demand (AVOD). Il sistema fornisce ai passeggeri una selezione di film, programmi televisivi, audio e giochi.
- In Crown Class, ai passeggeri viene fornito AVOD che include un'ampia libreria di film, programmi televisivi, audio e giochi. I dispositivi di intrattenimento portatili (IMS) sono disponibili solo per i passeggeri di classe Crown che volano su aeromobili Embraer. Il servizio IMS è fornito su tutti i voli internazionali. La libreria IMS contiene film, brevi soggetti, una libreria audio e giochi.

I giochi interattivi sono disponibili in tutte le classi su tutti i voli, così come le notizie fornite dalla CNN. Sui voli molto brevi, da Amman a Tel Aviv, da Amman a Beirut e da Amman a Damasco, il sistema AVOD è acceso ma c'è solo la selezione di giochi, CNN News, il "Flight Show" e il canale comico. Ciò è dovuto al fatto che i voli sono inferiori a 45 minuti, quindi i film/spettacoli non sarebbero completati all'arrivo.

### I sedili
I posti Crown Class sui Boeing 787 sono letti completamente piatti. Il sedile è largo 83 pollici sui Dreamliner e di 46 pollici sugli aerei a corto e medio raggio. In Economy Class, offre posti a sedere da 32 pollici a bordo dei suoi Embraer, mentre offre posti a sedere da 34 pollici a bordo dei suoi Airbus. Tutti i sedili della classe Royal Jordanian Economy offrono anche un poggiapiedi. Sugli Airbus A330-200, in Crown Class offriva sedili reclinabili da 62 pollici, nonché da 34 pollici nella cabina di classe economica.

### Crown Class lounges
I passeggeri della Crown Class possono utilizzare le lounge di tutto il mondo, comprese tutte le lounge delle compagnie aeree membri di Oneworld. Dall'agosto 2008, gestisce due lounge: una ad Amman, presso l'aeroporto internazionale Queen Alia, e una ad Aqaba, presso l'aeroporto internazionale King Hussein. Nell'agosto 2008, Royal Jordanian ha aperto la sua nuova lounge, che può ospitare oltre 340 passeggeri. Si trova nel Terminal Sud al secondo piano e sostituisce le precedenti lounge Jerash e Petra dell'aeroporto. Durante gli anni, si sono aggiunge lounge in varie parti del mondo.

### Programma frequent flyer
Royal Club è il programma frequent flyer di Royal Jordanian. Ai passeggeri vengono assegnate miglia in base al tipo, classe di volo e destinazione. I membri del Royal Club possono anche ottenere miglia viaggiando con altre compagnie aeree Oneworld. I titolari di carta Royal Plus Silver, Gold o Platinum possono utilizzare i servizi aeroportuali Oneworld in tutto il mondo, mentre Gold e Platinum hanno anche accesso alle lounge.

## Destinazioni
Al 2022, Royal Jordanian opera voli di linea verso destinazioni in Algeria, Arabia Saudita, Austria, Bahrein, Canada, Cina, Cipro, Danimarca, Emirati Arabi Uniti, Francia, Germania, Giordania, Grecia, Iraq, Italia, Kuwait, Libano, Malaysia, Paesi Bassi, Qatar, Regno Unito, Russia, Spagna, Stati Uniti, Sudan, Svizzera, Thailandia, Tunisia e Turchia.

### Accordi commerciali
Al 2022 Royal Jordanian ha accordi di code-share con le seguenti compagnie:
- American Airlines
- British Airways
- Etihad Airways
- Gulf Air
- ITA Airways
- Malaysia Airlines
- Middle East Airlines
- Oman Air
- Qatar Airways
- Royal Air Maroc
- TAROM
- Turkish Airlines

### Alleanze
Il 1º aprile 2007 Royal Jordanian è entrata a far parte di Oneworld.

## Flotta

### Flotta attuale

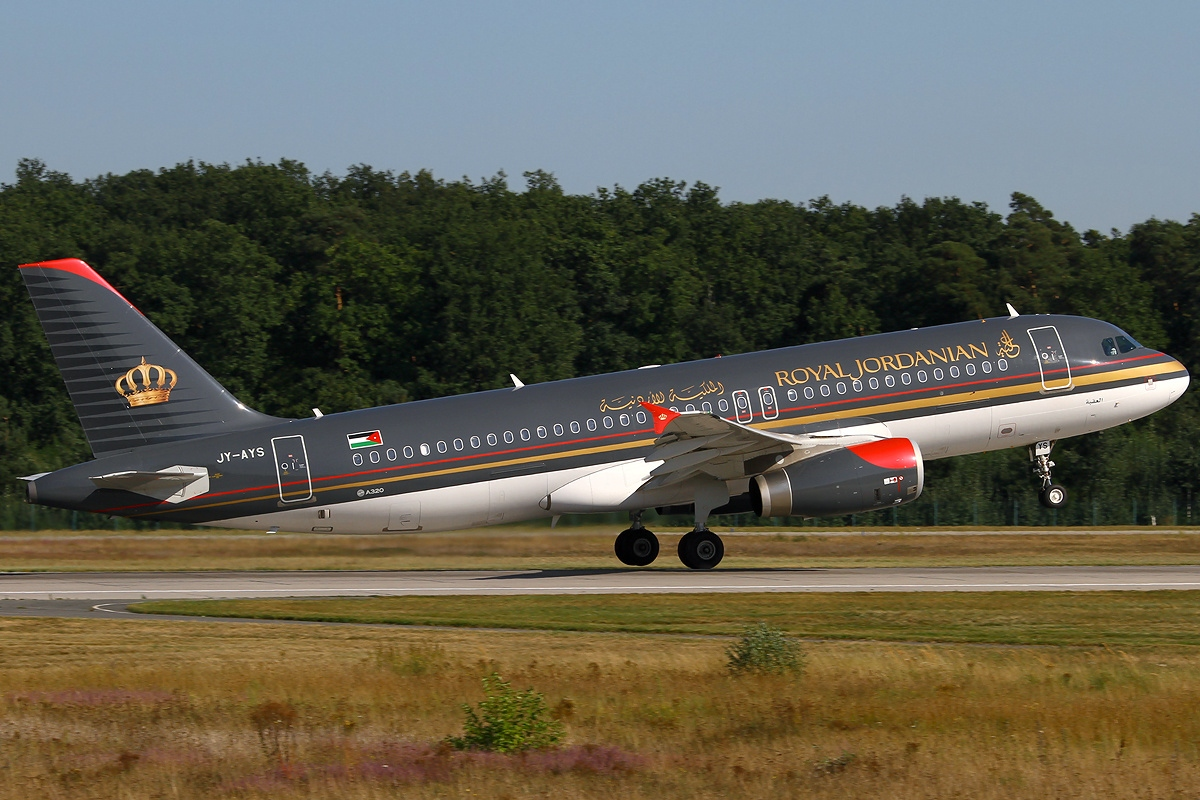
Un Airbus A320-200.

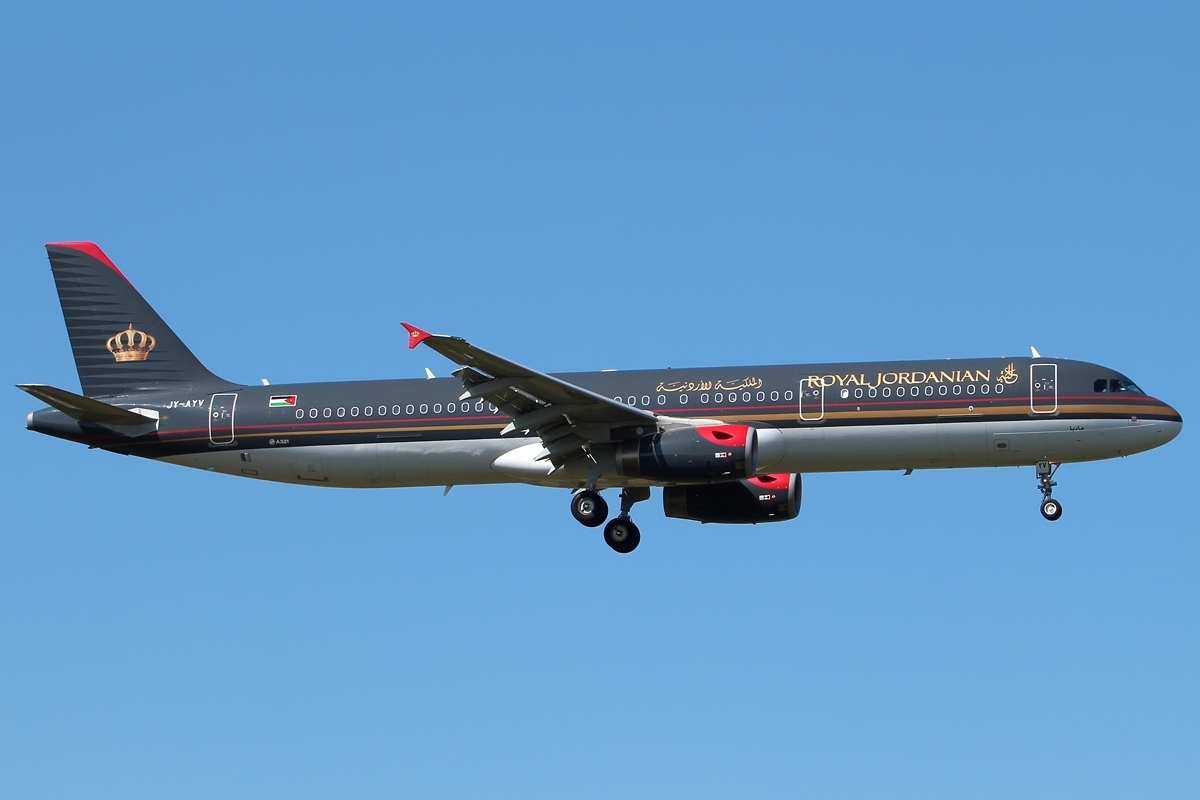
Un Airbus A321-200.

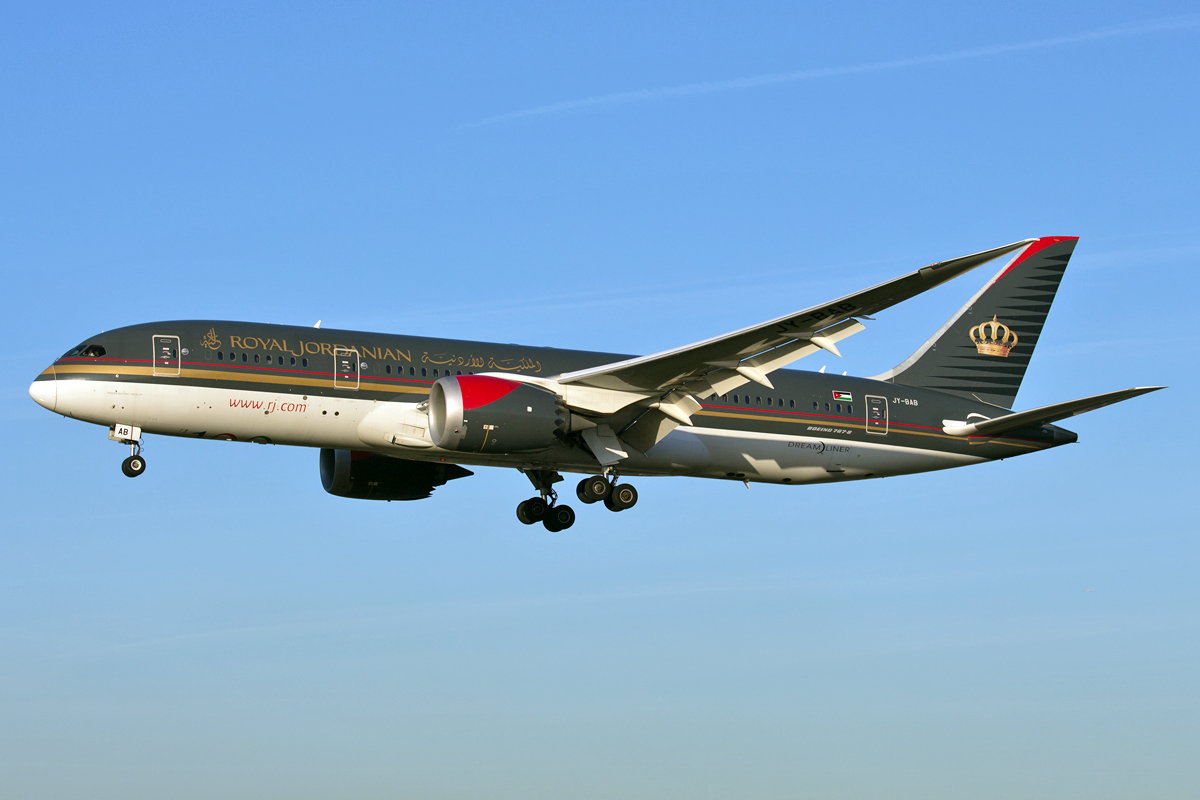
Un Boeing 787-8.

A maggio 2025 la flotta di Royal Jordanian è composta dai seguenti aeromobili:

### Flotta storica

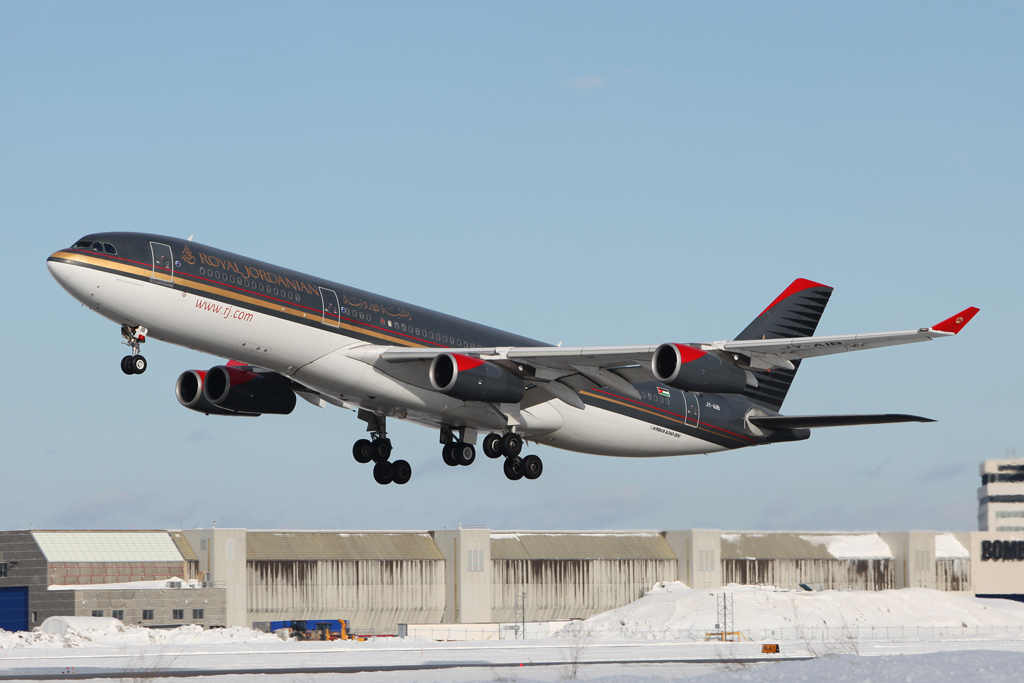
Uno degli Airbus A340-200.

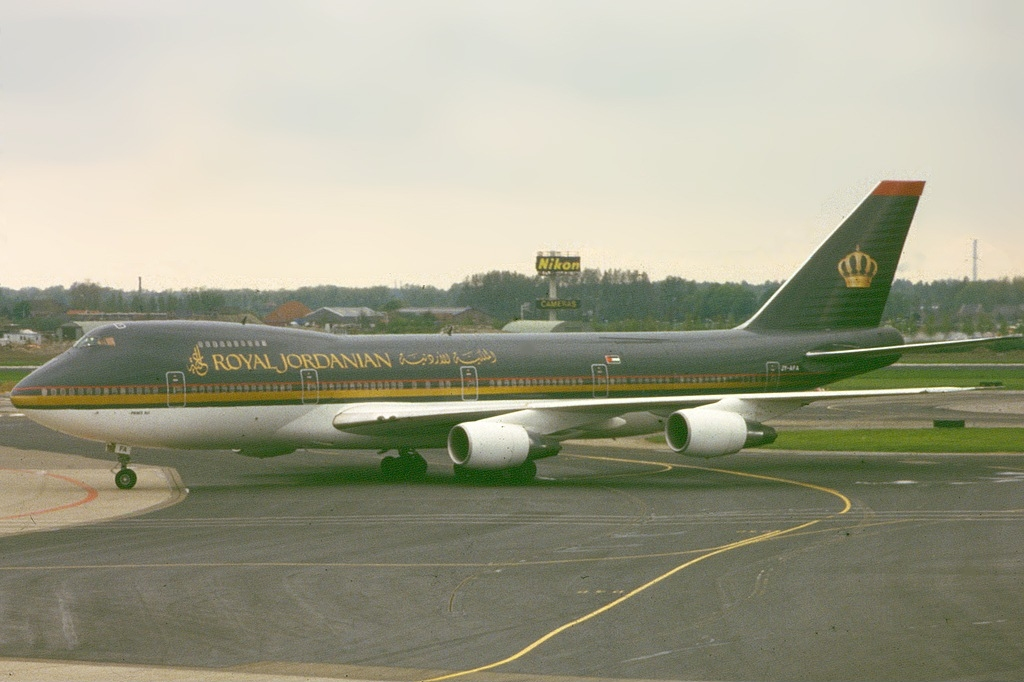
Uno dei due Boeing 747-200.

Royal Jordanian operava in precedenza con i seguenti aeromobili:

## Incidenti
- Il 10 aprile 1962, un Handley Page Dart Herald della Alia Royal Jordanian Airlines si schiantò su una montagna a 4 200 piedi (1 300 m) di altitudine mentre era in rotta verso Amman. Le vittime furono 54.[28]
- Il 22 gennaio 1973, il Boeing 707 di marche JY-ADO si schiantò mentre tentava di atterrare all'aeroporto Internazionale di Kano-Mallam Aminu. L'aereo atterrò duramente prima con la sezione del carrello posta sotto al muso, che collassò subito dopo aver colpito una depressione sulla pista. In seguito cedette anche la gamba del carrello principale destro. Il 707 si girò di 180 gradi, uscì dalla pista e prese fuoco. Le vittime furono 176.[29]
- Il 3 agosto 1975, il Boeing 707 di marche JY-AEE si schiantò contro una montagna dell'Atlante in fase di avvicinamento all'aeroporto di Agadir-Al Massira. Tutti i 188 passeggeri e membri dell'equipaggio a bordo morirono nell'incidente.[30]
- Il 14 marzo 1979, il volo Alia Royal Jordanian 600, un Boeing 727-200 in rotta da Amman a Doha con 64 persone a bordo, precipitò a causa di un microburst nelle vicinanze dell'aeroporto di destinazione. Le vittime furono 45.[31]
- Il 5 luglio 2000, un Airbus A320 subì un tentativo di dirottamento da un uomo armato di una granata e una pistola. Il dirottatore venne neutralizzato non dopo che fece scoppiare la granata sotto ai sedili dei passeggeri; in 15 rimasero feriti.[32]